# Cikapinis
Cikapinis is een bestuurslaag in het regentschap Tasikmalaya van de provincie West-Java, Indonesië. Cikapinis telt 4138 inwoners (volkstelling 2010).